# Augusto Campana
Augusto Campana (* 22. Mai 1906 in Santarcangelo di Romagna; † 7. April 1995 ebenda) war ein italienischer Bibliothekar, Philologe, Historiker und Kodikologe.

## Werdegang
Bereits mit 19 Jahren wurde er von der Stadtverwaltung seiner Heimatstadt beauftragt, die kleine Stadtbibliothek neu zu ordnen, über die er im selben Jahr (1925) einen kurzen Aufsatz veröffentlichte. Im November 1932 promovierte Campana an der Universität Bologna. Seine antifaschistische Haltung verwehrte ihm zunächst eine wissenschaftliche Karriere. Und so unterrichtete er nach seiner Promotion an einem Gymnasium, wo er den jungen Tonino Guerra unter seinen Schülern hatte.
1935 wurde er nach Rom berufen, um in der Vatikanischen Bibliothek unter dem Präfekten Giovanni Mercati zu arbeiten, 1938 wurde er dort zum Scriptor  ernannt. Der Biblioteca Malatestiana in Rimini, die schon Thema seiner Doktorarbeit bei Albano Sorbelli an der Universität Bologna gewesen war, stand er nach dem Waffenstillstand 1943 bis Kriegsende und erneut 1964 bis 1965 als kommissarischer Leiter vor. Außerdem war er 1954 Präsident des Vorbereitungskomitees für die Fünfhundertjahrfeier der Bibliotheksgründung. Ab 1951 wurde er zum Professor an der Scuola Normale Superiore di Pisa ernannt; von 1960 war er Professor an der Universität Urbino und von 1965 bis 1976 an der Universität La Sapienza in Rom. 1955 trat er in das nationale Leitungsgremium der Associazione Italiana Biblioteche (AIB) ein. 1987 wurde er zum korrespondierenden Mitglied der Accademia Nazionale dei Lincei gewählt.
Während seiner jahrzehntelangen Tätigkeit arbeitete er an der Erstellung wichtiger Repertoires wie dem Dizionario Biografico degli Italiani und der Enciclopedia Italiana di scienze, lettere ed arti sowie an Zeitschriften wie "Italia medievale e umanistica" mit, zu deren Gründern er auch gehörte.
Als profunder Kenner und maßgeblicher Gelehrter der Geschichte der Romagna gründete er 1949 die Società di studi romagnoli (Gesellschaft für Romagna-Studien), deren Präsident er in den ersten fünf Jahren war. In dieser Funktion förderte er wichtige Konferenzen, an denen ausländische Wissenschaftler teilnehmen konnten, und gründete die Zeitschrift Studi romagnoli, an der er bis 1955 regelmäßig mitarbeitete.
Als Experte für mittelalterliche Literatur hinterließ er wichtige Beiträge zur lateinischen Paläographie, mittelalterlichen Epigraphik und humanistischen Philologie.
Augusto Campana veröffentlichte wichtige Beiträge im Bereich der Bibliotheken, darunter Beiträge zur-Bibliothek des Angelo Poliziano und zur Bibliothek der Kathedrale von Benevent. Seine Artikel wurden in den wichtigsten italienischen Bibliotheksmagazinen veröffentlicht.

## Nachlass
Seine Bibliothek (ca. 25.000 Bände, 15.000 Kleinschriften und eine umfangreiche Korrespondenz), die per Ministerialdekret für ihren Wert anerkannt wurde, wurde 1998 von der Stiftung der Sparkasse von Rimini erworben und wird in der Biblioteca Gambalunga in Rimini verwahrt.

## Veröffentlichungen (Auswahl)
- Scritti. Edizioni di Storia e Letteratura, Rom 2008–2017 (gesammelte kleine Schriften).
  - 1: Ricerche medievali e umanistiche. 2 Bände, 2008–2012.
  - 2: Biblioteche, codici, epigrafi. 2 Bände, 2017.
  - 3: Storia, civiltà, erudizione romagnola. 2 Bände 2014.